# Nochelaspis maeandrine
Nochelaspis maeandrine è un pesce agnato estinto, appartenente ai galeaspidi. Visse nel Devoniano inferiore (circa 419 - 411 milioni di anni fa) e i suoi resti fossili sono stati ritrovati in Cina. È considerato uno dei più grandi galeaspidi noti.

## Descrizione
Nochelaspis è noto per uno scudo cefalico largo circa 16 centimetri e lungo una dozzina di centimetri; lo scudo cefalico era di forma più o meno triangolare, con corna posteriori ben sviluppate e a forma di spina. Le corna interne erano anch'esse ben sviluppate, a forma di foglia e con le estremità che superavano leggermente la fine delle corna posteriori. Come tutti i galeaspidi, Nochelaspis possedeva un'apertura mediana dorsale nello scudo cefalico; in Nochelaspis essa era a forma di fessura longitudinale, e il suo margine posteriore era di fronte al livello del margine anteriore delle aperture orbitali. Il sistema sensorio era costituito da tre paia di canali traversi laterali; l'ornamentazione dermica era costituita da tubercoli. 

## Classificazione
Nochelaspis è un tipico rappresentante degli Eugaleaspididae, un gruppo ben conosciuto di galeaspidi con la classica apertura mediana a fessura. La specie Nochelaspis maeandrine venne descritta per la prima volta nel 1992 da Zhu, sulla base di un fossile rinvenuto nella zona di Qujing, nello Yunnan in Cina.